# Phyllachora megalospora
Phyllachora megalospora är en svampart som beskrevs av Speg. 1898. Phyllachora megalospora ingår i släktet Phyllachora och familjen Phyllachoraceae.   Inga underarter finns listade i Catalogue of Life.